# Uschakovia
Uschakovia is een monotypisch mosdiertjesgeslacht uit de familie van de Bugulidae en de orde Cheilostomatida

## Soorten
- Uschakovia gorbunovi Kluge, 1946